# Agreste de Itabaiana
Agreste de Itabaiana è una microregione dello Stato del Sergipe in Brasile appartenente alla mesoregione dell'Agreste Sergipano.

## Comuni
Comprende 7 comuni:
- Areia Branca
- Campo do Brito
- Itabaiana
- Macambira
- Malhador
- Moita Bonita
- São Domingos